# ویسوکه ستودنیتسه
ویسوکه ستودنیتسه (به لاتین: Vysoké Studnice) یک منطقهٔ مسکونی در جمهوری چک است که در شهرستان ییهلاوا واقع شده‌است.
 ویسوکه ستودنیتسه ۶٫۶۴ کیلومتر مربع مساحت و ۳۸۱ نفر جمعیت دارد و ۵۶۸ متر بالاتر از سطح دریا واقع شده‌است.